# Виноградовник короткоцветоножковый
Виноградовник короткоцветоножковый, или Виноградовник уссурийский (лат. Ampelópsis brevipedunculata) — вид древовидных лиан из рода Виноградовник семейства Виноградовые.

## Распространение и экология
Встречается в Северо-Восточном Китае, в Приморском крае на полуострове Корея.
В Приморье встречается в Хасанском, Надеждинском, Шкотовском и Спасском районах, а также в Уссурийском городском округе (бывшем Уссурийском районе).
В естественных условиях растёт в широколиственных лесах, в долинах рек.

## Ботаническое описание

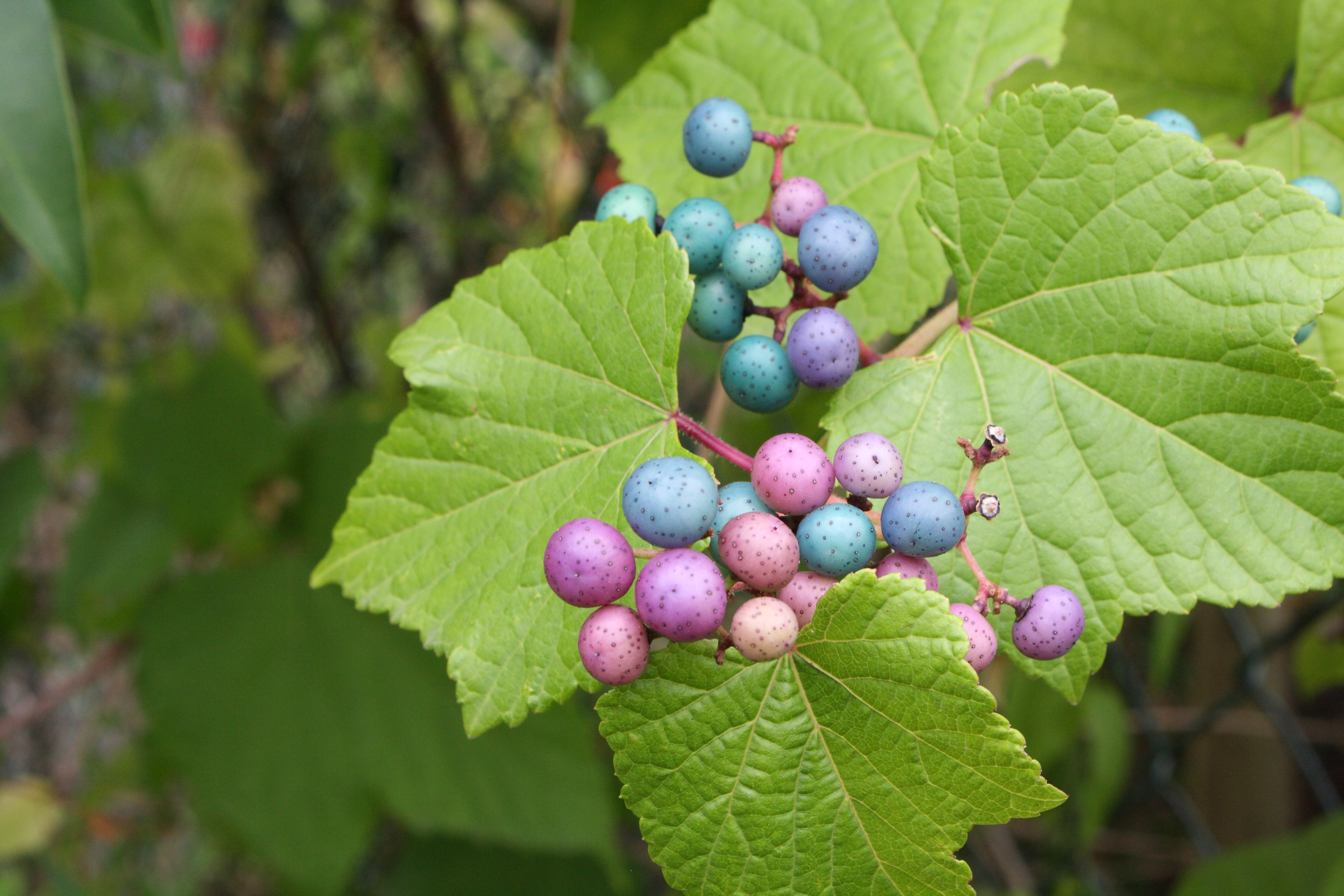

Листопадная деревянистая лиана до 7 метров длиной, взбирающаяся по опоре с помощью закручивающихся усиков.
Стебли покрыты светло-серой или слегка буроватой корой, молодые побеги желтовато-красные от покрывающего их опушения.
Листья длиной до 12 см, сверху темно-зелёные, трёх-пятилопастные или почти цельные.
Плоды — ягоды, 6—9 мм в диаметре. Их окрашивание изменяется по мере созревания. Цветение происходит в июле, цветки раздельнополые, однодомные.
Продолжительность вегетационного периода — около 165 дней.
В посадках весьма декоративен. Светолюбив, но переносит незначительное затенение. Зимостойкость высокая.